# Малые Старики
Малые Старики — деревня на севере Бежаницкого района Псковской области. Входит в состав сельского поселения муниципальное образование «Добрывичская волость».
Расположена в 25 км к северу от райцентра Бежаницы и в 3 км к югу от волостного центра Добрывичи, юго-западнее железнодорожной станции Ашево на участке Бежаницы — Дедовичи (направления Санкт-Петербург — Витебск).
Численность населения деревни по состоянию на 2000 год составляла 57 жителей.